# Marcin Pałys

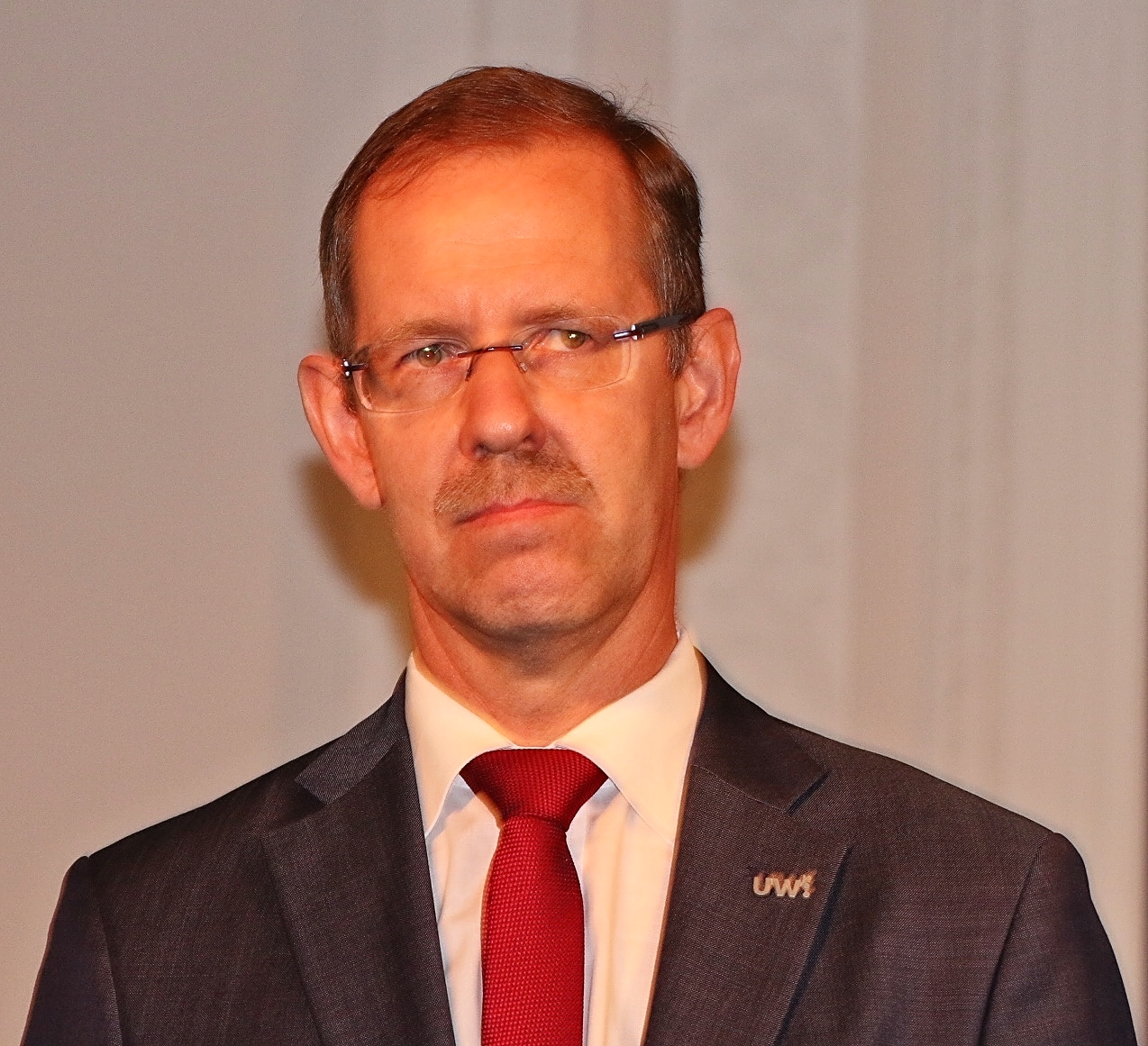
Marcin Pałys (2016)

Marcin Jakub Pałys (* 5. Dezember 1964 in Warschau) ist ein polnischer Chemiker.

## Leben
Marcin Pałys besuchte das VI. allgemeinbildende Tadeusz-Reytan-Lyceum in Warschau. Er schloss ein Chemiestudium an der Universität Warschau an, welches er 1987 mit einem Magister beendete. Anschließend war er kurzzeitig an der Hochschule als Hilfswissenschaftler tätig. 1988 ging er als Doktorand an die Universität Twente, wo er 1992 promovierte. Anschließend kehrte er an die Universität Warschau zurück und habilitierte hier im Jahr 2005. Im selben Jahr wurde er Prodekan der Fakultät für Chemie, drei Jahre darauf wurde er stellvertretender Rektor der Universität. 2010 wurde er zum außerordentlichen Professor ernannt. 2012 wurde er als Nachfolger von Katarzyna Chałasińska-Macukow zum Rektor gewählt. Seine Wiederwahl für die 4-jährige Kadenz erfolgte 2016, einen Gegenkandidaten gab es nicht.
Marcin Pałys ist verheiratet und hat einen Sohn.

## Auszeichnungen
- 2014: Orden des Marienland-Kreuzes in der IV. Klassen[4]
- 2016: Offizier des Ordre national du Mérite[5]